# Meduna di Livenza
Meduna di Livenza (Meduna in veneto e in friulano occidentale) è un comune italiano di 2 941 abitanti della provincia di Treviso in Veneto.
A livello storico e geografico è parte del Friuli, di cui faceva parte anche politicamente fino all'epoca napoleonica.

## Geografia fisica
Il comune è l'unico della provincia di Treviso a collocarsi completamente alla sinistra della Livenza (Portobuffolé e Motta di Livenza si estendono invece su entrambe le rive). La zona è ricchissima di corsi d'acqua, il fiume Livenza, e la parte finale dei due fiumi Fiume e Sile che confluivano nel Livenza, (dagli anni '30 il vecchio alveo è chiamato Fossa Morta San Bellino) a breve distanza dal centro abitato. Alcuni, sono origine artificiale: il canale Postumia, (già chiamato Canale dei Molini) che riceve il Fiume, e il Sile, il Nuovo Canale Corella, realizzato a scopo bonifica.

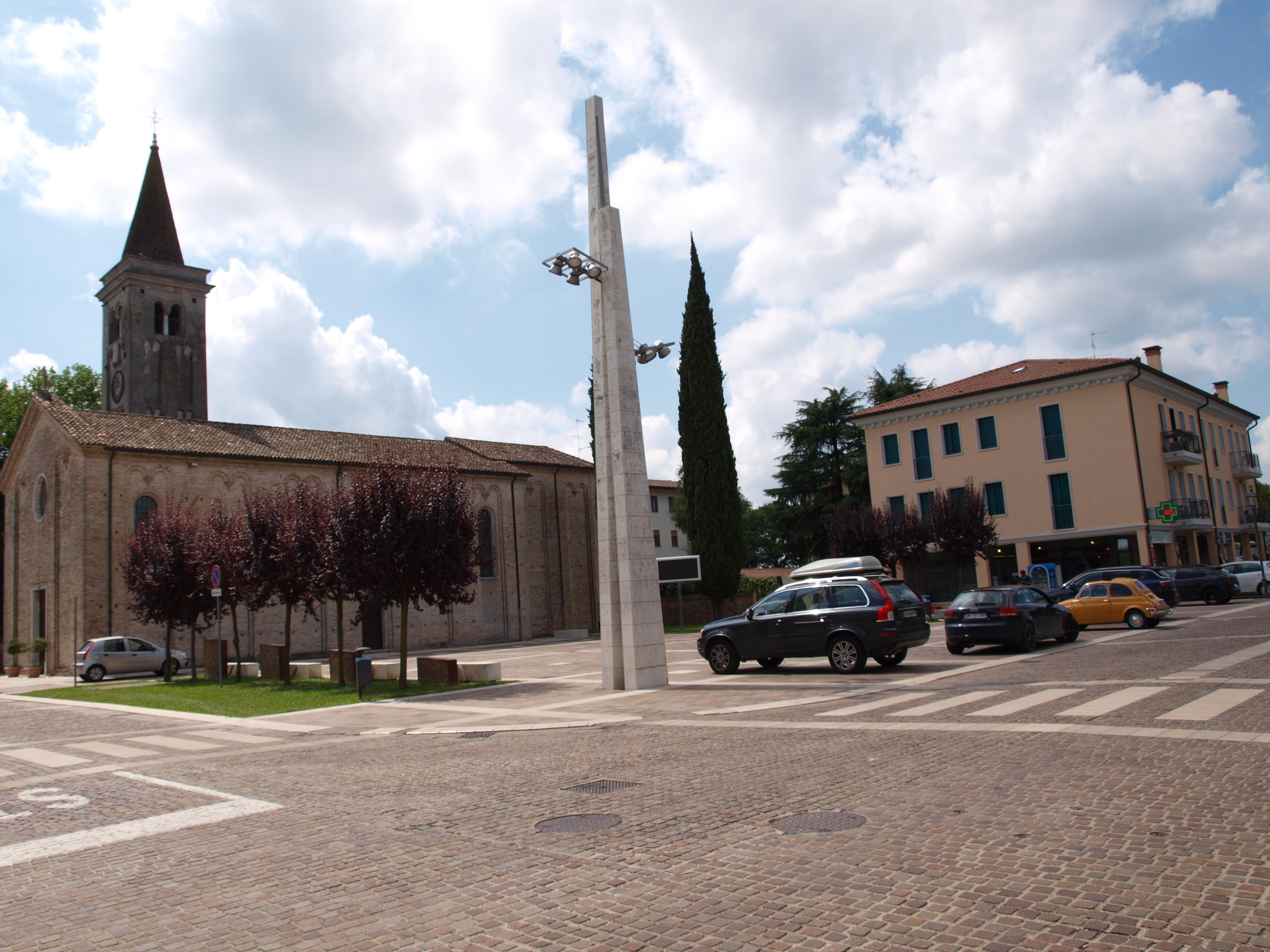
Piazza Umberto I, sulla sinistra la chiesa di San Giovanni Battista

## Storia
Diversi reperti individuati in varie località del territorio dimostrano una presenza umana di epoca romana, sicuramente legata al passaggio della via Postumia. Laterizi, resti marmorei e fibule sono stati rinvenuti a Mure e a Cortabbà. In quest'ultima è stata ritrovata anche una testa in marmo di 27 cm (oggi esposta al museo archeologico di Oderzo), mentre a Brische è riemersa una moneta di Marco Aurelio.
L'odierno centro abitato è però di origine più recente, probabilmente successivo alla calata di Goti e Longobardi.
Dopo l'anno Mille Meduna fu inclusa nello Stato Patriarcale di Aquileia, istituito ufficialmente nell'XI secolo. Trovandosi ai suoi confini, che si sviluppavano lungo la riva sinistra del Livenza, divenne in quell'occasione sede di un fortilizio.
Castello e villaggio vennero citati per la prima volta solo nel 1223, in occasione di una vertenza tra il patriarca e l'abate di Sesto al Reghena circa la giurisdizione dell'avvocazia di Meduna, comprendente anche Azzanello, Mure e Mergraro (attuale Malgher). La sentenza fu favorevole al patriarca che impose agli abitanti di provvedere alla difesa del territorio e del castello, concedendo loro, d'altro canto, di vendere vino e pane nella taverna all'interno delle mura.
Negli anni successivi al territorio medunese furono sottoposti altri villaggi, arrivando a includere anche località negli odierni comuni di Pasiano di Pordenone, Cinto Caomaggiore, Annone Veneto, Pramaggiore e Portogruaro e più tardi altre ancora fino al fiume Reghena. Questi confini, tuttavia, non furono mai ben definiti e gli studiosi hanno ancora una certa difficoltà a stabilire l'esatta estensione della giurisdizione.
Trattandosi di un feudo di abitanza, i suoi amministratori erano obbligati a risiedere stabilmente al castello. La prima famiglia a ricoprire questa carica si chiamò, non a caso, Meduna; di essa si sa ben poco, anche se è più volte attestata la sua presenza nel Parlamento del Friuli.
L'arrivo della Serenissima, nella prima metà del Quattrocento, pose fine al potere temporale del Patriarca di Aquileia, ma furono conservate le forme di governo locale. Il feudo fu assegnato a un ramo della famiglia patrizia Michiel che fu per questo soprannominato "dalla Meduna". Al patriarca (dal 1751 arcivescovo di Udine) rimaneva l'amministrazione ecclesiastica, che solo nel 1923 fu trasferita al vescovo di Concordia.
La Meduna del periodo veneziano non era più dotata di fortificazioni, rese ormai inutili dalla stabilità politica. Fulcro del paese era il palazzo Michiel (l'odierno municipio), residenza del feudatario ma anche sede della cancelleria, del tribunale e delle milizie. Ciò che restava del castello era stato convertito a locali di servizio.
I Michiel rinunciarono a Meduna agli inizi del XVIII secolo, lasciando il posto prima ai Duodo e poi ai Loredan.
Dopo la caduta della Repubblica di Venezia seguirono gli anni in cui si avvicendarono Austriaci e Francesi. In questo periodo Meduna fu dichiarata semplice sede comunale, perdendo ogni giurisdizione sul territorio circostante. Venne inoltre meno l'antico legame con il Friuli, passando all'odierna provincia di Treviso. Nel 1866, dopo la terza guerra d'indipendenza, entrò a far parte del Regno d'Italia.
Nel 1881 si propose di sopprimere il comune per aggregarlo a quello di Motta di Livenza. Il tentativo fu fermato da una vivace protesta popolare organizzata dal cav. Giorgio Prosdocimo e in ricordo di quegli eventi si tenne per diversi anni una festa paesana. Forse in questa occasione fu coniato il blasone Meduna la boje ("Meduna ribolle"), ad indicare il temperamento dei suoi abitanti.

## Origini del nome
Meduna è anche il nome di un fiume che sfocia nel Livenza poco più a nord, in località Tremeacque è dunque probabile una relazione con il corso d'acqua. In alternativa, potrebbe derivare da *Metuna, ipotetica variante del nome personale Metonius.

### Simboli
Lo stemma comunale si presenta come uno scudo a cartoccio e si può blasonare troncato di argento e di rosso, alla croce d'oro, attraversante, accantonata nel primo da una lettera S maiuscola di rosso. Il gonfalone è un drappo partito di bianco e di rosso.

## Monumenti e luoghi d'interesse
- Chiesa di San Giovanni Battista, consacrata nel 1545.
- Ponte pedonale sul fiume Livenza

## Società

### Evoluzione demografica
Abitanti censiti

### Etnie e minoranze straniere
Al 31 dicembre 2017 gli stranieri residenti nel comune erano 425, ovvero il 14,6% della popolazione. Di seguito sono riportati i gruppi più consistenti:
1. Romania 212
2. India 85
3. Marocco 45
4. Macedonia del Nord 20

## Infrastrutture e trasporti

### Strade
Il paese è attraversato dalla Strada statale 53 Postumia.

## Amministrazione
| Periodo | Periodo   | Primo cittadino        | Partito                     | Carica  | Note |
| ------- | --------- | ---------------------- | --------------------------- | ------- | ---- |
| 2004    | 2009      | Vincenzo Berri         | Lista civica                | Sindaco |      |
| 2009    | 2014      | Marica Fantuz          | Lega Nord                   | Sindaco |      |
| 2014    | 2019      | Marica Fantuz          | lista civica Viviamo Meduna | Sindaco |      |
| 2019    | in carica | Arnaldo Stefano Pitton | lista civica ProMeduna      | Sindaco |      |

### Altre informazioni amministrative
La denominazione del comune fino al 1884 era Meduna.
Domenica 30 novembre e lunedì 1º dicembre 2008 si è svolto un referendum per proporre il distacco del comune dal Veneto per essere aggregato al Friuli-Venezia Giulia. La consultazione non è stata validata in quanto è andato a votare solo il 42,1% degli elettori.